# Агнита
Агни́та (рум. Agnita, нем. Agnetheln, венг. Szentágota, трансильванский саксонский диалект: Ongenîtlen) — город на реке Хыртибачиу в жудеце Сибиу, Трансильвания, центральная  Румыния. Расположен в центре страны. По переписи 2002 года население было 10 866 человек, из которых 93,07 % — румыны, 3,48 % — немцы и 3,36 % — венгры.

## География
Агнита лежит в 37 км к востоку от Медиаша, в 41 км юго-западнее города Сигишоара, в 60 км к северо-востоку от Сибиу. Агнита является ближайшим городом, расположенным у географического центра Румынии.

## Происхождение названия
Имя поселению дано в честь названия первой построенной на этом месте церкви Святой покровительницы святой Агнии или святой Агнессы Римской. Действующая церковь была построена в честь святой девы Марии. Исторические формы имён были такими: святая Агата (1280 г.), Валлис святой Агнетис (1317), Scenthagata (1349), Agnetelntal (1488), Agnetlen (1532) и Zenth Ágotha (1601). Это римские имена на венгерском языке.

## История
Первым документом, в котором упоминается город, был договор о продаже земли, подписанный в 1280 году одним Хенриком из «Sancta Agatha». В 1376 году Людовик I Великий пожаловал поселению право держать свой рынок. В 1466 году Матьяш I пожаловал поселению право проводить испытания (jus gladi) и строить крепости для защиты королевства Венгрии от Османской империи.

## Население
- 1850 год: 2575 жителей, 1857 немцев, 347 и 345 румынских цыган, 1850 и 690 православных и католики.
- 1900 год: 3940 жителей, из которых 2565 немцев, 847 румын, 329 цыган и 161 коренных венгров, 2524 лютеран, 1111 православных, 165 римско-католических, 55 протестантских и 55 греко-католиков. 64% населения не умели читать и писать и 15% говорили по-венгерски.
- 2002 год: проживало 8997 человек, из них 8386 румын, 329 венгров, 139 немцев и 133 этнических цыган, 8410 православных, 182 протестантского исповедания, 136 евангелических католиков и 136 приверженцев римско-католической церкви.

## Экономика
- В городе 560 рабочих мест.
- Промышленность представляет кожевенный завод, имеющий национальное значение, но наносящий значительный ущерб окружающей среде.
- Открытая в 1926 году фабрика выпускает вязаные изделия, перчатки и шарфы.

Сравнительные данные за 2007 год показывают, что уровень безработицы в городе уменьшился на 2,7 %.